# Ingeborg Helen Marken
Ingeborg Helen Marken (Kongsberg, 23 gennaio 1975) è un'ex sciatrice alpina norvegese.
Atleta versatile, gareggiò in tutte le specialità. È la sorella gemella dell' ex fondista Anne Kristi Marken. 

## Biografia

### Stagioni 1993-1996
Nata a Kongsberg ma originaria di Eggedal di Sigdal, la Marken debuttò in campo internazionale ai Mondiali juniores di Monte Campione/Colere 1993 e in Coppa del Mondo il 18 dicembre 1994 nello slalom speciale di Sestriere, senza terminare la prima manche. Il primo podio della carriera nel massimo circuito internazionale arrivò un anno dopo, il 17 dicembre 1995: in quella data infatti si classificò seconda nella combinata di Sankt Anton am Arlberg.
Esordì ai Campionati mondiali in occasione della rassegna iridata della Sierra Nevada del 1996, dove si piazzò 12ª nella discesa libera, 6ª nel supergigante, 6ª nella combinata e non concluse lo slalom gigante e lo slalom speciale; un mese dopo, il 7 marzo, colse la sua unica vittoria in Coppa del Mondo, conquistata nel supergigante di Kvitfjell/Hafjell.

### Stagioni 1997-2002
Ai Mondiali di Sestriere 1997 fu 12ª sia nella discesa libera sia nel supergigante e 20ª nello slalom gigante; l'anno dopo esordì ai Giochi olimpici invernali: a Nagano 1998 si classificò 11ª nella discesa libera, 19ª nel supergigante, 13ª nella combinata e non concluse lo slalom gigante. Nella stagione successiva partecipò ai Mondiali di Vail/Beaver Creek 1999 (14ª sia nella discesa libera sia nel supergigante) e colse il suo ultimo podio in Coppa del Mondo: 2ª nella discesa libera della Sierra Nevada del 10 marzo.
Sankt Anton am Arlberg 2001 fu la sua ultima presenza iridata, nella quale si classificò 18ª nella discesa libera e 31ª nel supergigante; l'anno dopo si congedò dai Giochi olimpici invernali con il 13º posto nella discesa libera e una prova non completata nel supergigante di Salt Lake City 2002. Si ritirò al termine di quella stessa stagione 2001-2002; la sua ultima gara in Coppa del Mondo fu la discesa libera di Altenmarkt-Zauchensee del 6 marzo, chiusa al 9º posto, e la sua ultima gara in carriera fu un supergigante FIS disputato il 17 marzo a Hafjell, vinto dalla Marken.

## Palmarès

### Coppa del Mondo
- Miglior piazzamento in classifica generale: 18ª nel 1996
- 4 podi:
  - 1 vittoria
  - 2 secondi posti
  - 1 terzo posto

#### Coppa del Mondo - vittorie
| Data         | Località          | Paese    | Specialità |
| ------------ | ----------------- | -------- | ---------- |
| 7 marzo 1996 | Kvitfjell/Hafjell | Norvegia | SG         |

Legenda:

SG = supergigante

### Coppa Europa
- 4 podi (dati dalla stagione 1995-1995):
  - 1 vittoria
  - 2 secondi posti
  - 1 terzo posto

#### Coppa Europa - vittorie
| Data             | Località     | Paese      | Specialità |
| ---------------- | ------------ | ---------- | ---------- |
| 16 febbraio 1995 | Vysoké Tatry | Slovacchia | GS         |

Legenda:

GS = slalom gigante

### Campionati norvegesi
- 18 medaglie (dati dalla stagione 1994-1995)[1]:
  - 7 ori (slalom gigante, combinata[2] nel 1995; supergigante nel 1997; supergigante nel 1998; discesa libera nel 2000; discesa libera, supergigante nel 2002)
  - 9 argenti (discesa libera, supergigante, slalom speciale nel 1995; discesa libera, combinata[senza fonte] nel 1997; discesa libera, combinata[senza fonte] nel 1998; supergigante nel 2000; discesa libera nel 2001)
  - 2 bronzi (supergigante nel 1999; supergigante nel 2001)